# Karl Liebknecht
Karl Liebknecht (Leipzig, 13. kolovoza 1871. – Berlin, 15. siječnja 1919.), njemački socijalist i suosnivač Spartakističke lige i Komunističke partije Njemačke. 

## Životopis
Rođen u Leipzigu, bio je sin Wilhelma Liebknechta, jednog od osnivača SPD-a. Ipak, Karl je bio radikalniji od svog oca; postao je zastupnik marksističkih ideja tijekom studija prava i političke ekonomije u Leipzigu i Berlinu, i nakon služenja u Imperijalnoj pionirskoj gardi u Potsdamu od 1893. do 1894. i stažiranja u Arnsbergu i Paderbornu od 1894., do 1898., doktorirao je 1897., i preselio se u Berlin 1899., gdje je otvorio odvjetnički ured sa svojim bratom, Theodorom Liebknechtom.
Karl se oženio s Julijom Paradies 8. svibnja 1900. godine; par je imao dva sina i kćer, prije nego što je Liebknechtova žena umrla 1911. godine.
Kao odvjetnik, Liebknecht je često branio druge ljevičarske socijaliste koji su bili na sudu zbog prijestupa poput krijumčarenja socijalističke propagande u Rusiju, u što je i sam bio umiješan. Postao je član SPD 1900. godine, i bio je predsjednik Socijalističke omladinske internacionale od 1907. do 1910. godine ; Liebknecht je također opsežno pisao protiv militarizma, i jedan od njegovih tekstova, "militarizam i antimilitarizam" ("Militarismus und Antimilitarismus") je doveo do njegovog uhićenja 1907. godine, te je bio u zatvoru osamnaest mjeseci u Glatzu, u Šleziji. Sljedeće godine izabran je u pruski parlament usprkos tomu što je još bio u zatvoru.
Karl Liebknecht je bio aktivan član Druge internacionale i osnivač "Socijalističke omladinske internacionale". 1912. godine, Liebknecht je izabran u Reichstag kao socijaldemokrat, član SPD-ovog lijevog krila. Protivio se sudjelovanju Njemačke u Prvom svjetskom ratu, ali prateći partijsku politiku glasao je za dozvoljavanje potrebnih ratnih zajmova 4. kolovoza 1914. godine. 2. prosinca 1914., bio je jedini član njemačkog parlamenta (Reichstag), koji je glasao protiv rata. Nastavio je biti glavni kritičar socijaldemokratskog rukovodstva pod Karlom Kautskym i njegove odluke za pristanak na rat. U listopadu iste godine se oženio drugi put, povjesničarkom umjetnosti, Sophie Ryss.
Krajem 1914. godine, Liebknecht je s Rosom Luksemburg, Leom Jogichesom, Paulom Levijem, Ernestom Meyerom, Franzom Mehringom i Clarom Zetkin osnovao takozvanu Spartakističku ligu (Spartakusbund); liga je objavljivala svoje stavove u listu pod naslovom "Spartakova pisma" (Spartakusbriefe) koji je ubrzo zabranjen. Liebknecht je uhićen i poslan na istočno bojište tijekom Prvog svjetskog rata. Kako je odbio boriti se, služio je zakopavajući mrtve, a zbog naglog pogoršanja zdravstvenog stanja dozvoljeno mu je vratiti se u Njemačku u listopadu 1915.
Liebknecht je ponovo uhićen nakon antiratnih demonstracija u Berlinu 1. svibnja 1916. - demonstracija koje je organizirala Spartakistička liga. Osuđen je na dvije i pol godine zatvora zbog velike izdaje, a kazna je kasnije produžena na četiri godine i jedan mjesec. Ipak, pušten je u listopadu 1918., kada je Max von Baden amnestirao sve političke zatvorenike. Po izbijanju Njemačke revolucije, Liebknecht je vršio svoje dužnosti u Spartakističkoj ligi; ponovo je preuzeo vodeću ulogu u grupi zajedno s Rosom Luksemburg i objavljivao je partijsko glasilo "crvena zastava" (Rote Fahne).
Dne 9. studenog, Liebknecht je proglasio formiranje "slobodne socijalističke republike" ("freie sozialistische Republik") s balkona Berlinskog gradskog dvora, dva sata nakon što je Philipp Scheidemann proglasio Weimarsku Republiku s balkona Reichstaga. 
31. prosinca 1918. / 1. siječnja 1919., sudjelovao je u osnivanju KPD-a (Komunistička partija Njemačke). Zajedno s Rosom Luksemburg, Leom Jogichesom i Clarom Zetkin, Liebknecht je također u siječnju 1919. sudjelovao u  Spartakističkom ustanku u Berlinu. Ustanku se brutalno suprotstavila njemačka vlada na čelu s Friedrichom Ebertom uz pomoć ostataka njemačke carske vojske i desničarskih paravojnih trupa, Freikorpsa. Do 13. siječnja, ustanak je ugušen. Karla Liebknechta i Rosu Luksemburg su oteli vojnici Freikorpsa, i odveli ih u hotel Eden u Berlinu gdje su ih mučili i ispitivali par sati, prije nego što su ih pogubili i njihova tijela bacili u kanal 15. siječnja 1919. godine.

## Vanjske poveznice
- Arhiva Karla Liebknechta (besplatna biblioteka njegovih najznačajnijih dijela).